# Valea Iordanului

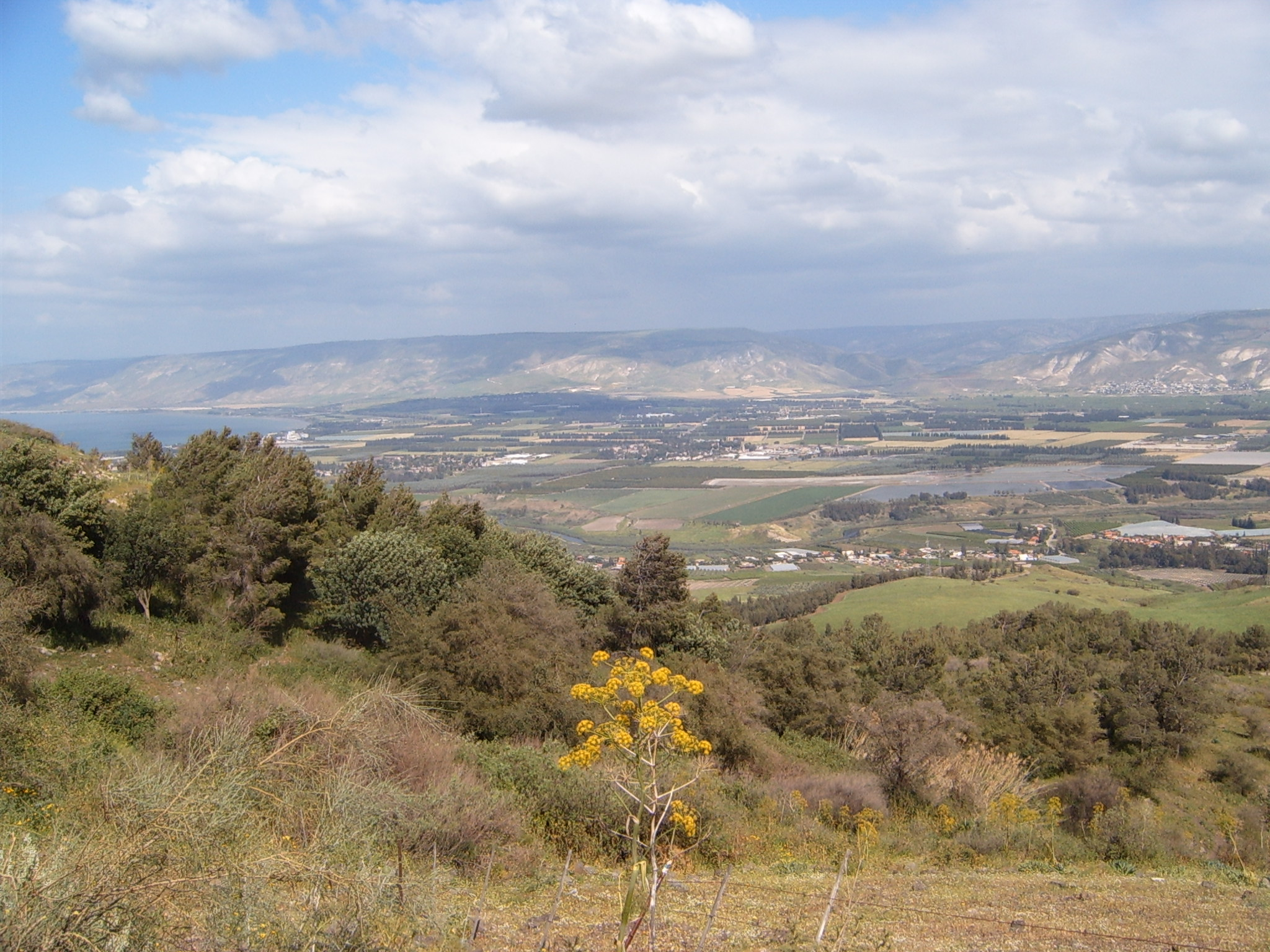
Valea Iordanului

Valea Iordanului (în arabă غور الأردن, Ghor al-Urdun; în ebraică עֵמֶק הַיַרְדֵּן, Emek HaYarden) face parte din mai marea depresiune tectonică a Iordanului. Spre deosebire de majoritatea celorlalte văi ale râurilor, termenul „Valea Iordanului” se aplică adesea doar cursului inferior al râului Iordan, de la locul unde iese din Marea Galileii în nord, până la sfârșitul cursului său, unde se varsă în Marea Moartă în sud. Într-un sens mai larg, termenul poate acoperi, de asemenea, bazinul Mării Moarte și valea Arava, care este segmentul văii rupturii de dincolo de Marea Moartă și care se termină la Aqaba / Eilat, 155 km (96 mi) mai la sud.
Valea, în sensul comun, este un jgheab lung și îngust, de 105 km (65 mi) lungime dacă este măsurat în linie aeriană, cu o lățime în medie de 10 km (6,2 mi) cu unele puncte îngustându-se la 4 km (2,5 mi) pe cea mai mare parte a cursului, înainte de a se lărgi la o deltă de 20 km (12 mi) atunci când ajunge la Marea Moartă. Datorită șerpuirii, lungimea râului în sine este de 220 km (140 mi). Aceasta este valea cu cea mai joasă altitudine din lume, începând de la −212 m (−696 ft) sub nivelul mării și terminând la mai puțin de −400 m (−1.300 ft) sub nivelul mării. De o parte și de alta, la est și la vest, valea este mărginită de niste pante înalte, abrupte, care se ridică din fundul văii cu între 1.200 m (3.900 ft) până la 1.700 m (5.600 ft).
Pe cea mai mare parte a lungimii sale, Valea Iordanului formează granița naturală dintre Iordania la est și Israel, inclusiv Cisiordania, la vest. Detaliile sunt reglementate de Tratatul de pace Israel-Iordania din 1994, care stabilește o „graniță administrativă” între Iordania și Cisiordania, cucerită de Israel de la Iordania în 1967, fără a aduce atingere statutului acestui teritoriu. Israelul a alocat 86% din teren, în partea de vest a văii, așezărilor israeliene⁠(<span title="așezare israeliană|așezărilor israeliene la Wikidata">d). Anexarea Văii Iordanului⁠(d) la Israel a fost propusă de o varietate de politicieni israelieni, cel mai recent Benjamin Netanyahu în septembrie 2019.

## Geografie
Conform definiției utilizate în acest articol, ceea ce este numit în altă parte uneori Valea Superioară a Iordanului nu este considerat parte a Văii Iordanului. Valea Superioară a Iordanului cuprinde izvoarele râului Iordan și cursul râului Iordan prin Valea Hula și Podișul Korazim, ambele la nord de Marea Galileii.
Partea inferioară a văii, cunoscută în arabă sub numele de Ghor (غور), include segmentul râului Iordan la sud de Marea Galileii, care se termină la Marea Moartă. Cu câteva grade mai cald decât zonele adiacente, climatul agricol pe tot parcursul anului, solurile fertile și alimentarea cu apă au făcut din Ghor o zonă agricolă cheie.
La sud de Marea Moartă, continuarea văii mai mari a Riftului Iordanului conține zona caldă și uscată cunoscută sub numele de Wadi Araba, „pustiul” sau „deșertul Arabah” al Bibliei.

## Demografie

### Iordanieni
Înainte de Războiul de șase zile din 1967, partea transiordaniană a văii a fost locuită de aproximativ 60.000 de oameni care se ocupau in mare parte cu agricultura și păstoritul. Până în 1971, populația iordaniană a Văii a scăzut la 5.000 ca urmare a războiului din 1967 și a războiului dintre Organizația pentru Eliberarea Palestinei și Iordania, „Septembrie negru în Iordania” din 1970-71. Investițiile guvernului iordanian în regiune au permis populației să crească din nou la peste 85.000 în 1979. 80% din fermele din partea iordaniană a văii sunt ferme familiale nu mai mari de 30 de dunami (cca. 3 ha).

### Palestinieni
Înainte de 1967, aproximativ 250.000 de arabi palestinieni trăiau în zona de vale din Cisiordania.
În 2009, numărul palestinienilor rămași în această zonă era de aproximativ 58.000, trăind în aproximativ douăzeci de comunități permanente, concentrate în cea mai mare parte în orașul Ierihon și în comunitățile din zona metropolitană Ierihon din sudul văii. Dintre aceștia, aproximativ 10.000 locuiesc în  Zona C care este administrată de Israel, inclusiv aproximativ 2.700 de persoane care trăiesc în comunități mici de beduini și de păstori.

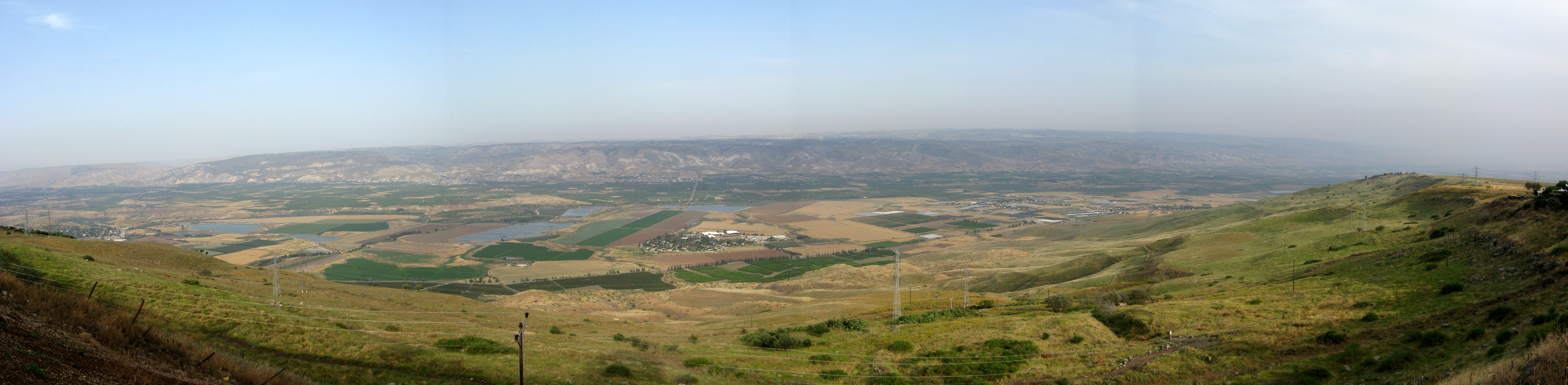
Panorama văii Iordanului